# Хосе Гальвес Естевес
Хосе «Пепе» Гальвес Естевес (ісп. José 'Pepe' Gálvez Estévez, нар. 3 серпня 1974, Кальвія) — іспанський футболіст, що грав на позиції нападника, зокрема за «Валенсію», а також молодіжну збірну Іспанії. По завершенні ігрової кар'єри — тренер.

## Клубна кар'єра
Народився 3 серпня 1974 року на Мальорці в місті Кальвія. Вихованець футбольної школи основного клубу Балеарських островів, «Мальорки». Дорослу футбольну кар'єру розпочав 1991 року. За результатами сезону 1991/92 17-річний нападник взяв участь у 22 іграх Ла-Ліги і забив три голи, утім не зміг допомогти балеарцям зберетги місце у найвищому дивізіоні. Наступного сезону команда виступала у Сегунді, де рівень суперників дозволив вже 18-річному на той час нападнику яскравіше проявити свої бомбардирські якості, відзначившись 15 голами у 37 іграх. 
Юний забивний нападник привернув увагу амбітніших клубів країни і 1993 року перейшов до «Валенсії». У новій команді отримував досить багато ігрового часу, проте не демонстрував очікуваної від нього результативності. Тож на початку 1997 року, провівши на той час 88 матчів Ла-Ліги за «Валенсію» і забивши в них 20 голів, повернувся до «Мальорки», за яку на умовах оренди відіграв півтора сезони. 
Влітку 1998 року став гравцем клубу «Реал Бетіс», за команду якого відіграв три сезони, після чого на один сезон віддавався в оренду до аутсайдера Сегунди «Бургоса».
Завершував іграву кар'єру у рідному місті, де протягом 2002–2003 років грав місцеві нижчолігові «Платджес де Кальвія» та «Кальвію».

## Виступи за збірні
1991 року дебютував у складі юнацької збірної Іспанії (U-17), загалом на юнацькому рівні взяв участь у 14 іграх, відзначившись 8 забитими голами.
Протягом 1993–1995 років залучався до лав молодіжної збірної Іспанії. На молодіжному рівні зіграв у 15 офіційних матчах, забив 7 голів. У складі іспанської «молодіжки» був учасником молодіжного Євро-1995, на якому іспанці здобули бронзові нагороди, а Гальвес відзначився одним голом на груповому етапі.

## Кар'єра тренера
Розпочав тренерську кар'єру невдовзі по завершенні кар'єри гравця, очоливши тренерський штаб другої команди нидчолігової «Кальвії», де пропрацював з 2005 по 2008 рік.
Пізніше працював у тренерському штабі «Мальорки». Зокрема був асистеном Альберта Феррера, а після звільнення останнього у листопаді 2015 року був призначений виконувачем обов'язків головного тренера команди, яка боролася за збереження місця у Сегунді. Розпочав самостійну тренерську роботу з перемоги над «Альбасете», яка, утім, виявилася єдиною у шести матчах під керівництвом Гальвеса, тож вже у січні 2016 року його змінив новий повноцінний головний тренер Фернандо Васкес.
Гальвес залишився у клубній структурі «Мальорки» і з 2016 по 2018 рік очолював тренерський штаб «Мальорки Б».